# Ana Petrović
Ana Petrović (Osijek, 4 novembre 1989) è una calciatrice croata, centrocampista dello Spalato e della nazionale croata.

## Carriera

### Club
Dopo aver giocato nel campionato croato femminile di calcio all'inizio della carriera, nell'estate 2014 coglie l'occasione per affrontare la sua prima avventura all'estero sottoscrivendo un accordo con la Riviera di Romagna per giocare in Serie A, il massimo livello del campionato italiano femminile di calcio, dalla stagione 2014-2015. Con le giallorossoblu gioca una sola stagione congedandosi con 22 presenze in campionato.
Dal 2015 ritorna al suo precedente club, lo Spalato, con il quale a fine stagione 2015-16 riesce a raggiungere il secondo posto in Prva hrvatska nogometna liga za žene, il livello di vertice del campionato croato di categoria, dietro all'Osijek.

### Nazionale
Ana Petrović veste la casacca a scacchi biancorossi della nazionale croata Under-19 in occasione delle qualificazioni alle edizioni 2006, 2007 e 2008 del campionato europeo di categoria, facendo il suo debutto il 27 settembre 2005 nella partita persa per 3-0 con le pari età della Scozia.
Selezionata per la nazionale maggiore fa il suo debutto a soli 15 anni d'età il 22 ottobre 2006, nella partita amichevole vinta per 3-0 sulla nazionale macedone. In seguito viene inserita in rosa venendo impiegata durante le qualificazioni al campionato mondiale femminile di calcio 2011, nelle qualificazioni al campionato europeo femminile di calcio 2013 e le qualificazioni al mondiale 2015.

## Palmarès
- Campionato croato: 2

Osijek: 2006-2007, 2007-2008